# 能原長枝
能原 長枝（よしはら の ながえ、神護景雲2年（768年） - 没年不詳）は、平安時代初期の官人。姓は宿禰。藤原式家、内大臣・藤原良継の子。位階は従七位上。

## 概要
長枝の母の蓼原氏は藤原良継に近侍して神護景雲2年（768年）に長枝を生む。長枝が10歳の宝亀8年（777年）に良継が薨去するが、その遺命により長枝は良継の子の戸籍に入れられず、無姓となった。
大同年間に、甥にあたる平城天皇が長枝が無姓のままであることを憐れんで、能原宿禰姓を与えた。のち、長枝は弘仁年間に従七位上の位階を得たという。